# Supercopa de Kosovo
La Supercopa de Kosovo es una competición fútbolística de Kosovo que enfrenta anualmente a los campeones de la Superliga de Kosovo y de la Copa de Kosovo. Si un equipo hace un doblete (Copa y Liga), obtiene automáticamente la Supercopa.
Se disputa desde el año 1992, a principio de temporada y a partido único. Es reconocido por la UEFA desde 2016.
Pristina son los actuales campeones.

## Finales
| Temporada | Campeón                                             | Resultado                                           | Finalista                                           |
| --------- | --------------------------------------------------- | --------------------------------------------------- | --------------------------------------------------- |
| 1992      | No se celebró.                                      | No se celebró.                                      | No se celebró.                                      |
| 1993      | No se celebró.                                      | No se celebró.                                      | No se celebró.                                      |
| 1994      | Dukagjini                                           | 0 - 0 (5:4 pen.)                                    | Pristina                                            |
| 1995      | No se celebró.                                      | No se celebró.                                      | No se celebró.                                      |
| 1996      | No se celebró debido a que Pristina hizo doblete    | No se celebró debido a que Pristina hizo doblete    | No se celebró debido a que Pristina hizo doblete    |
| 1997      | No se celebró.                                      | No se celebró.                                      | No se celebró.                                      |
| 1998      | No se celebró.                                      | No se celebró.                                      | No se celebró.                                      |
| 1999      | No se celebró.                                      | No se celebró.                                      | No se celebró.                                      |
| 2000      | Gjilani                                             | 4 - 1                                               | Pristina                                            |
| 2001      | Pristina                                            | 3 - 0                                               | Drita                                               |
| 2002      | No se celebró debido a que Besiana hizo doblete     | No se celebró debido a que Besiana hizo doblete     | No se celebró debido a que Besiana hizo doblete     |
| 2003      | KEK                                                 | 2 - 1                                               | Drita                                               |
| 2004      | Pristina                                            | 4 - 0                                               | Kosova VR                                           |
| 2005      | No se celebró debido a que Besa Pejë hizo doblete   | No se celebró debido a que Besa Pejë hizo doblete   | No se celebró debido a que Besa Pejë hizo doblete   |
| 2006      | Pristina                                            | 3 - 1                                               | Besa Pejë                                           |
| 2007      | No se celebró debido a que Besa Pejë hizo doblete   | No se celebró debido a que Besa Pejë hizo doblete   | No se celebró debido a que Besa Pejë hizo doblete   |
| 2008      | Pristina                                            | 1 - 0                                               | Vëllaznimi                                          |
| 2009      | Pristina                                            | 5 - 2                                               | Hysi                                                |
| 2010      | Trepça                                              | 2 - 0 (5:4 t. s.)                                   | Liria                                               |
| 2011      | Hysi                                                | 3 - 1                                               | Besa Pejë                                           |
| 2012      | Trepça'89                                           | 1 - 0                                               | Pristina                                            |
| 2013      | No se celebró debido a que Pristina hizo doblete    | No se celebró debido a que Pristina hizo doblete    | No se celebró debido a que Pristina hizo doblete    |
| 2014      | Vushtrria                                           | 2 - 0                                               | Feronikeli                                          |
| 2015      | No se celebró debido a que Feronikeli hizo doblete  | No se celebró debido a que Feronikeli hizo doblete  | No se celebró debido a que Feronikeli hizo doblete  |
| 2016      | Pristina                                            | 2 - 1                                               | Feronikeli                                          |
| 2017      | Trepça'89                                           | 5 - 0                                               | Besa Pejë                                           |
| 2018      | Drita                                               | 2 - 1                                               | Pristina                                            |
| 2019      | No se celebró debido a que Feronikeli hizo doblete  | No se celebró debido a que Feronikeli hizo doblete  | No se celebró debido a que Feronikeli hizo doblete  |
| 2020      | Pristina                                            | 3 - 1                                               | Drita                                               |
| 2021      | Pristina                                            | 3-1                                                 | Drita                                               |
| 2022      | Llapi                                               | 3-1                                                 | Pristina                                            |
| 2023      | FC Ballkani                                         | 1-0                                                 | Llapi                                               |
| 2024      | No se celebró debido a que FC Ballkani hizo doblete | No se celebró debido a que FC Ballkani hizo doblete | No se celebró debido a que FC Ballkani hizo doblete |

## Títulos por club
| Club       | Campeón | 2° | Años campeón                                                     |
| ---------- | ------- | -- | ---------------------------------------------------------------- |
| Pristina   | 11      | 5  | 1995, 1996, 2001, 2004, 2006, 2008, 2009, 2013, 2016, 2020, 2023 |
| Besa Pejë  | 2       | 3  | 2005, 2007                                                       |
| Feronikeli | 2       | 2  | 2015, 2019                                                       |
| Trepça'89  | 2       | 0  | 2012, 2017                                                       |
| Drita      | 1       | 2  | 2018                                                             |
| Ballkani   | 1       | 1  | 2022                                                             |
| Llapi      | 1       | 1  | 2021                                                             |
| Hysi       | 1       | 1  | 2011                                                             |
| Vushtrria  | 1       | 0  | 2014                                                             |
| Trepça     | 1       | 0  | 2010                                                             |
| KEK        | 1       | 0  | 2003                                                             |
| Besiana    | 1       | 0  | 2002                                                             |
| Gjilani    | 1       | 0  | 2000                                                             |
| Dukagjini  | 1       | 0  | 1994                                                             |